# Ред-Блафф
Ред-Блафф (англ. Red Bluff) — город и окружной центр округа Техейма, Калифорния.

## География
Координаты Ред-Блаффа 40°10′36″ с. ш. 122°14′17″ з. д. . По данным Бюро переписи населения США, город имеет общую площадь в 19,882 км², из которых 19,587 км² составляет суша и 0,295 км² (или 1,48% площади) — водная поверхность. Ред-Блафф расположен в 48 километрах на юг от города Реддинг, в 64 километрах на северо-запад от Чико и в 201 километре на север от столицы штата города Сакраменто.

## Климат
Ред-Блафф расположен в зоне средиземноморского климата.
| Показатель                    | Янв. | Фев. | Март | Апр. | Май  | Июнь | Июль | Авг. | Сен. | Окт. | Нояб. | Дек.  | Год   |
| ----------------------------- | ---- | ---- | ---- | ---- | ---- | ---- | ---- | ---- | ---- | ---- | ----- | ----- | ----- |
| Абсолютный максимум, °C       | 26   | 29   | 33   | 37   | 42   | 47   | 48   | 49   | 48   | 42   | 34    | 28    | 49    |
| Средний суточный максимум, °C | 13   | 15,8 | 18,7 | 22,1 | 27,6 | 32,4 | 36,5 | 35,6 | 32,4 | 25,8 | 17,1  | 12,7  | 24,1  |
| Средний суточный минимум, °C  | 3,3  | 4,8  | 6,6  | 8,3  | 12,4 | 16,4 | 18,6 | 17,2 | 14,8 | 10,4 | 5,7   | 3,1   | 10,2  |
| Абсолютный минимум, °C        | −8   | −6   | −3   | −2   | 1    | 6    | 11   | 10   | 5    | −1   | −4    | −7    | −8    |
| Норма осадков, мм             | 114  | 97,8 | 78,5 | 38,4 | 33,3 | 12,2 | 2,5  | 2,8  | 13,7 | 34   | 76,7  | 102,4 | 606,3 |
| Источник: Погода и климат     |      |      |      |      |      |      |      |      |      |      |       |       |       |

## Демография

### 2000 год
Согласно Переписи населения 2000 года в Ред-Блаффе проживало 13 147 человек. Плотность населения составила 683,2 чел./км². Было расположено 5 567 единиц жилья со средней плотностью 289,3 ед./км². Расовый состав выглядел следующим образом: 86,7% — белые, 0,6% — афроамериканцы, 2,2% — коренные американцы, 1,6% — азиаты, 0,1% — уроженцы тихоокеанских островов, 5,8% — прочие расы, 3,0% — смешанные расы, 13,7% — латиноамериканцы (любой расы).

### 2010 год
По данным Переписи населения 2010 года в Ред-Блаффе проживало 14 076 человек. Средняя плотность населения составляла около 708,0 человек на один квадратный километр. Расовый состав населённого пункта распределился следующим образом: 80,7% белых, 0,9% — афроамериканцев, 3,1% — коренных американцев, 1,3% — азиатов, 0,1% — выходцев с тихоокеанских островов, 8,3% — представителей прочих рас, 5,5% — смешанных рас. Испаноговорящие составили 21,6% от всех жителей города.